# Wiesława Martyka
Wiesława Martyka, po mężu Wachla (ur. 2 czerwca 1949 w Katowicach) – była polska saneczkarka, olimpijka z Sapporo 1972.
Swoje pierwsze (i jak później okazało się – największe) sukcesy międzynarodowe osiągnęła jako juniorka. Zdobyła w roku 1965 tytuł mistrzyni Europy juniorów w jedynkach. W roku 1968 zdobyła jeszcze brązowy mistrzostw Europy juniorów.
Jako seniorka była mistrzynią Polski w konkurencji jedynek w latach 1967, 1969, 1970.
Uczestniczka mistrzostw świata w roku 1970 w Königssee, podczas których zajęła w konkurencji jedynek 10. miejsce oraz w roku 1971, podczas których zajęła 10. miejsce w jedynkach.
Uczestniczka mistrzostw Europy, w których startowała w konkurencji jedynek zajmując:
- 6. miejsce podczas mistrzostw w 1967 roku,
- 4. miejsce podczas mistrzostw w 1971 roku,
- 5. miejsce podczas mistrzostw w 1972 roku.

Podczas próby przedolimpijskiej w 1971 roku na torze saneczkowym w Sapporo zajęła 3. miejsce.
Na igrzyskach olimpijskich w Sapporo wystartowała w konkurencji jedynek zajmując 6. miejsce